# Sigue Sigue Sputnik

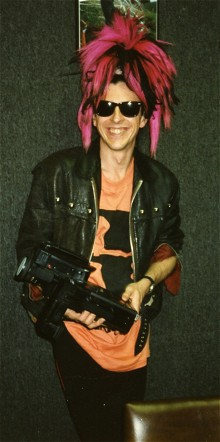
Basisten Tony James 1986.

Sigue Sigue Sputnik, brittiskt new wave-band bildat 1984 i England. Slog igenom 1986 med hiten "Love Missile F1-11". Gruppen splittrades 1990, men har återförenats en gång under 1990-talet och även 2001 samt 2008. Spelade senast på NCN-festivalen 2017.

## Medlemmar
- Tony James – gitarr, basgitarr, keyboard, synthesizer, sång (1982–1989, 1995, 1998, 2001–2004)
- Martin Degville – sång (1982–1989, 1998, 2001–2004)
- Neal X – gitarr (1982–1989, 1995, 2001–2004)
- Ray Mayhew – trummor, elektroniska trummor (1982–1989)
- Chris Kavanagh – trummor, elektroniska trummor (1982–1989, 1995)
- Yana YaYa (Jane Farrimond) – keyboard, specialeffekter (1982–1989)
- John Green – keyboard (1995)
- Christopher Novak – sång (1995)
- Claudia Cujo – trummor (1998)
- Jenny Z – effekter (2001–2004)

## Diskografi (urval)
Studioalbum
- Flaunt It (1986)
- Dressed for Excess (1988)
- Piratspace (2001)
- Blak Elvis (2001)
- Black Elvis vs. The Kings of Electronic Rock (2002)

Samlingsalbum
- The First Generation (1990)
- The Ultimate 12" Collection (1998)
- 21st Century Boys: Singles (2001)
- Ultra Real (2001)
- 21st Century Boys: The Best of Sigue Sigue Sputnik (2003)
- Ray of Light (2007)
- The Remixes (2007)

Singlar
- "Love Missile F1-11" (1986)
- "21st Century Boy" (1986)
- "Sex Bomb Boogie" (1986)
- "Rockit Miss U.S.A." / "Teenage Thunder" (1986)
- "Massive Retaliation" (1986; endast USA)
- "Success" (1988)
- "Dancerama" (1989)
- "Albinoni vs. Star Wars" (1989)
- "Rio Rocks" (1989)
- "Cyberspace Party" (1995)
- "Love Missile F1-11" (WestBam remix; 2001; endast Tyskland)
- "Everybody Loves You" (vs. Northern Lite; 2002; endast Tyskland)
- "Grooving with Mr. Pervert" (2003)
- "Into the Unknown" (2009)
- "C'mon Everybody" (2011; endast Japan)